# Charlotte Lembach
Charlotte Lembach (* 1. April 1988 in Straßburg) ist eine französische Säbelfechterin.

## Erfolge
Charlotte Lembach gab im Februar 2006 ihr internationales Debüt beim Weltcup in Orléans. Sie sicherte sich 2014 ihre ersten Medaillen bei Meisterschaften, als sie sowohl bei den Europameisterschaften in Straßburg als auch bei den Weltmeisterschaften in Kasan die Silbermedaille im Mannschaftswettbewerb gewann. Diesen Erfolg wiederholte sie bei den Europameisterschaften 2015 in Montreux und 2016 in Toruń. Darüber hinaus gewann sie im Einzel 2015 auch Silber sowie 2016 nochmals Bronze. Außerdem nahm sie 2016 in Rio de Janeiro erstmals an den Olympischen Spielen teil. Im Einzel erreichte sie nach einem Auftaktsieg das Achtelfinale, in dem sie der Russin Sofja Welikaja knapp mit 14:15 unterlegen war. Mit der Mannschaft schied Lembach bereits in der ersten Runde gegen die italienische Mannschaft aus und beendete nach zwei weiteren Niederlagen den Wettbewerb auf dem achten und letzten Platz.
2017 belegte Lembach bei den Weltmeisterschaften in Leipzig ebenso den dritten Platz in der Mannschaftskonkurrenz wie bei den Europameisterschaften 2017 in Tiflis. Während sie die Europameisterschaften 2018 in Novi Sad mit der Mannschaft ein weiteres Mal auf Rang drei beendete, wurde sie in Wuxi zusammen mit Cécilia Berder, Caroline Quéroli und Manon Brunet erstmals Weltmeisterin. Im Jahr darauf verpassten die Französinnen mit Lembach die Titelverteidigung in Budapest als Zweite knapp. Bei den Europameisterschaften 2019 in Düsseldorf wurden sie zum dritten Mal in Folge Dritte.
Bei den 2021 ausgetragenen Olympischen Spielen 2020 in Tokio war Lembach für zwei Wettbewerbe qualifiziert. Im Einzelwettbewerb schied sie nach einer 11:15-Niederlage in der ersten Runde aus. Ihre Gegnerin war die Italienerin Irene Vecchi, gegen die sie bereits bei den Spielen 2016 zum Auftakt gefochten und gewonnen hatte. In der Mannschaftskonkurrenz bildete Lembach mit Sara Balzer, Cécilia Berder und Manon Brunet ein Team. Mit 45:30 setzten sie sich in der Auftaktrunde gegen die US-amerikanische Équipe durch und im Halbfinale mit 45:39 gegen die italienische Mannschaft. Im Finale trafen die Französinnen auf die unter dem Namen „ROC“ antretende russische Mannschaft, der sie mit 41:45 unterlagen und letztlich als Zweite die Silbermedaille erhielten.
Lembach hat einen Abschluss in Marketing von der Universität Marne-La-Vallée. Nach ihrem Medaillengewinn bei den Olympischen Spielen 2020 erhielt sie das Ritterkreuz des Ordre national du Mérite.